# Adam Bodnar
Adam Piotr Bodnar (sinh ngày 6 tháng 1 năm 1977) là luật sư, giáo viên và nhà hoạt động nhân quyền người Ba Lan . Ông còn là ombudsman (tạm dịch là: thanh tra viên) về Quyền công dân từ năm 2015 đến tháng 7 năm 2021. 

## Cuộc đời và sự nghiệp
Năm 2000, Adam Bodnar tốt nghiệp ngành luật tại Đại học Warszawa. Năm 2001, ông lấy bằng Thạc sĩ Luật trong lĩnh vực luật học so sánh tại trường Đại học Trung Âu ở Budapest .  Ông cũng đã hoàn thành chương trình Luật Châu Âu do Đại học Cambridge và chương trình học Luật Hoa Kỳ của Đại học Florida đồng tổ chức tại Khoa Luật và Hành chính trực thuộc Đại học Warszawa.  Năm 2006, ông nhận bằng Tiến sĩ tại Đại học Warszawa bằng đề tài luận án mang tựa đề Wykonywanie orzeczeń Europejskiego Trybunału Praw Człowieka w Polsce - aspekty instytucjonalne (Tạm dịch: Thực thi các phán quyết của Tòa án Nhân quyền Châu Âu tại Ba Lan - khía cạnh thể chế).  Vào năm 2019, ông đã nhận bằng habilitation (một loại văn bằng chứng nhận đủ năng lực, tư cách để hướng dẫn và làm nghiên cứu).
Ông từng là trợ giảng tại Bộ môn Nhân quyền thuộc Khoa Luật và Hành chính của Đại học Warszawa và là giảng viên giảng dạy tại Đại học Khoa học Xã hội và Nhân văn SWPS ở Warszawa. 
Trong những năm 1990, ông cộng tác với tổ chức Never Again Foundation để giương cao ngọn cờ chống phân biệt chủng tộc.  Cho đến năm 2004, ông làm việc tại văn phòng luật Weil, Gotshal & Manges. Sau đó ông trở thành thành viên của Tổ chức Nhân quyền Helsinki (tiếng Ba Lan: Helsińska Fundacja Praw Człowieka). Năm 2008, ông là chuyên gia tại Cơ quan Liên minh Châu Âu về Quyền Cơ bản (FRA), chuyên trách về việc tuân thủ các quyền con người ở Ba Lan.  Năm 2010, ông được bổ nhiệm làm phó giám đốc Quỹ Nhân quyền Helsinki. Ông cũng từng là chủ tịch của Quỹ Panoptykon cũng như Giám đốc của Hiệp hội Zbigniew Hołda.  Ông cũng là thành viên ban giám đốc của Quỹ Liên hợp quốc hỗ trợ các nạn nhân bị tra tấn. Năm 2011, ông được tổ chức LGBT Ba Lan trao tặng Giải thưởng Khoan dung. 
Năm 2015, ông được bổ nhiệm làm ombudsman (tạm dịch là: thanh tra viên) sau khi nhận được sự tán thành của Đảng Cương lĩnh Dân sự, Liên minh Cánh tả Dân chủ và Đảng Nhân dân Ba Lan .  Trong nhiệm kỳ của mình, ông đã đưa một số chính quyền địa phương ra hầu tòa vì họ  đã lập ra các khu vực không dành cho người LGBT gây tranh cãi,  ông vấp phải sự chỉ trích từ đảng Công lý và Pháp luật bảo thủ cầm quyền.  Năm 2018, ông đã được trao Giải Tưởng niệm Thorolf Rafto cho việc thúc đẩy các quyền cơ bản của con người về tự do trí tuệ và chính trị. 
Năm 2019, ông đã được trao Giải thưởng Nhà nước pháp quyền do Dự án Công lý Thế giới trao tặng cho "những nỗ lực xuất sắc trong việc tăng cường pháp quyền trong những hoàn cảnh khó khăn".  Ông đã dành giải thưởng Karol Modzelewski .  Cùng năm đó, ông nhận được Giải thưởng Nhân phẩm của Quỹ Roland Berger ; tuy nhiên, ông đã từ chối giải thưởng với lý do cha người sáng lập giải thưởng từng tham gia hàng ngũ Đức Quốc xã.  Vào tháng 9 năm 2020, ông được trao tặng Huân chương Bắc đẩu bội tinh của Pháp vì đã bảo vệ các quyền và giá trị công dân ở Ba Lan.  Bodnar đã xuất hiện trong các sự kiện của các trường đại học hàng đầu bao gồm cả tại Yale. 
Nhiệm kỳ 5 năm của Bodnar kết thúc vào tháng 9 năm 2020.  Hai viện của quốc hội Ba Lan (Hạ viện (Sejm) và Thượng viện ) không thể thống nhất về người kế nhiệm.  Vào ngày 15 tháng 4 năm 2021, Tòa án Hiến pháp đã đưa ra phán quyết rằng ông sẽ tại vị ít nhất ba tháng nữa.   

## Một số tác phẩm
- Luật Hiến pháp của Liên minh Châu Âu. Quan điểm của Đức và Ba Lan (đồng tác giả), Springer, Berlin 2003.
- Giới thiệu về Luật Ba Lan (đồng tác giả với Stanisław Frankowski), Kluwer Law International, The Hague 2005.

- Przekonania moralne władzy publicznej a wolność jednostki. Materiały z konferencji z dnia 23 stycznia 2006 r. (đồng tác giả), Zakład Praw Człowieka. Wydział Prawa i Administracji. University of Warszawa, Warszawa 2007.
- Obywatelstwo wielopoziomowe. Status jednostki w europejskiej przestrzeni konstytucyjnej, Wydawnictwo Sejmowe, Warszawa 2008.
- Orientacja seksualna i tożsamość płciowa. Aspekty prawne i społeczne (đồng tác giả), Instytut Wydawniczy EuroPrawo, Warszawa 2009.
- Fakt vs. Opinia. Rozważania na kanwie sprawy Michnik vs. Zybertowicz. Materiały z konferencji zorganizowanej przez Obserwatorium Wolności Mediów w Polsce w dniu 26 marca 2009 roku, Helsińska Fundacja Praw Człowieka, Warszawa 2010.
- Pr@wo w sieci. Korzyści czy zagrożenia dla wolności słowa? Materiały z konferencji zorganizowanej przez Obserwatorium Wolności Mediów w Polsce w dniu 11 maja 2009 roku (đồng tác giả), Helsińska Fundacja Praw Człowieka, Warszawa 2010.
- Wolność słowa w prasie lokalnej. Prasa lokalna a normy ochrony konkurencji i pluralizm medialny. Materiały z konferencji zorganizowanej przez Obserwatorium Wolności Mediów w Polsce w dniu 29 października 2009 roku (đồng tác giả), Helsińska Fundacja Praw Człowieka, Warszawa 2010.
- Postępowania dyscyplinarne w wolnych zawodach prawniczych – model ustrojowy i praktyka. Materiały z konferencji z dnia 5 marca 2012 r. (đồng tác giả), Helsińska Fundacja Praw Człowieka, Warszawa 2013.
- Listy od przyjaciół. Księga pamiątkowa dla Profesora Wiktora Osiatyńskiego (editor), Helsińska Fundacja Praw Człowieka and Open Society Foundations, Warszawa 2015.
- Ochrona praw obywatelek i obywateli Unii Europejskiej. 20 lat – osiągnięcia i wyzwania na przyszłość (đồng tác giả), Wolters Kluwer, Warszawa 2018.
- Wpływ Europejskiej Konwencji Praw Człowieka na funkcjonowanie biznesu (đồng tác giả), Wolters Kluwer, Warszawa 2016.
- Wykonywanie orzeczeń Europejskiego Trybunału Praw Człowieka w Polsce. Wymiar instytucjonalny, Wolters Kluwer Polska, Warszawa 2018, ISBN 978-83-8124-542-5.